# 小行星6206
小行星6206（6206 Corradolamberti）是一颗绕太阳运转的小行星，为主小行星带小行星。该小行星于1985年10月15日发现。

## 轨道参数
小行星6206的轨道半长轴为2.8309454 UA，离心率为0.040。